# Analisi del colore
L'analisi del colore, chiamata anche armocromia, o analisi del colore personale, analisi del colore stagionale o corrispondenza della tonalità della pelle, è un termine spesso usato nell'industria cosmetica e della moda per descrivere un metodo per determinare i colori dell'abbigliamento e del trucco che si armonizzano con la carnagione della pelle, il colore degli occhi e il colore dei capelli di una persona, con il vantaggio di poter adoperare questo strumento per la pianificazione del guardaroba e la consulenza di stile.
L'analisi del colore dimostra come certe sfumature siano in grado di essere lusinghiere o, al contrario, poco lusinghiere osservando le illusioni ottiche che si verificano sul viso quando si posizionano colori specifici accanto all'individuo. Si ritiene che i colori sbagliati attireranno l'attenzione su difetti come rughe o tono della pelle non uniforme, mentre i colori adatti miglioreranno la bellezza naturale dell'individuo.
L'applicazione pratica di un'analisi del colore consentirà teoricamente all'individuo di coordinare i propri vestiti e accessori con maggiore facilità ed evitare costosi errori acquistando oggetti che non rientrano nella tavolozza di colori specifica. Tuttavia, l'analisi del colore ha continuato a essere problematica e controversa a causa della mancanza di una formazione standard o del grado richiesto per proporsi come analista del colore. L'analisi stagionale tenta di collocare la colorazione individuale nei gruppi tonali di “Inverno”, “Primavera”, “Estate” e “Autunno” o nelle loro sub-varianti. Tuttavia, l'approccio può variare notevolmente tra le diverse scuole di pensiero. Alcuni sistemi di analisi del colore classificano la combinazione personale di un individuo di colore dei capelli, colore degli occhi e tono della pelle mediante etichette che si riferiscono alla "temperatura" di un colore (blu freddo vs. giallo caldo) e al grado di contrasto dei colori di capelli, pelle e occhi. I colori cosmetici sono spesso determinati dal solo colore dei capelli o degli occhi.
Negli anni '20, negli Stati Uniti, si stava concretizzando una rivoluzione del colore con lo sviluppo di nuove industrie a tema e la possibilità di produrre libri a colori da adoperare come strumento di marketing.
L'analisi del colore personale ha raggiunto un picco di popolarità nei primi anni '80 con una recente rinascita negli anni 2010, dopo l'ulteriore sviluppo e promozione di diverse versioni dell'analisi stagionale da parte di consulenti di immagine e colore in tutto il mondo.

## Storia

### Gli esordi (1850- primi anni '70)

#### Chevreul
Michel Eugène Chevreul (1786–1889) fu un chimico francese la cui carriera prese una nuova direzione nel 1824 quando fu nominato direttore della tintura presso la Manifattura dei Gobelin a Parigi, dove lavorò per 28 anni. Dopo aver ricevuto diverse lamentele sulla mancanza di coerenza nei colori della tintura, Chevreul stabilì che il problema non era chimico ma ottico e focalizzò la sua attenzione sull'esplorazione della miscelazione ottica dei colori. Pubblicò le sue scoperte rivoluzionarie in The Laws of Contrast of Colour (1839), dove discusse il concetto di contrasto simultaneo (i colori di due diversi oggetti si influenzano a vicenda), il contrasto successivo (un effetto negativo di immagine successiva) e il contrasto misto.
Gli studi di Chevreul sul colore sono diventati il manuale a colori più usato e influente del XIX secolo, con un impatto significativo e duraturo sulle arti fini e industriali. Oltre a essere il primo a creare un modello di colore emisferico che mostra 72 scale di tonalità di tono normali, la sua esplorazione delle armonie di colore è un principio alla base dell'analisi del colore personale. Nel 1850, le idee di Chevreul furono prescritte per un pubblico americano privo di educazione all'armonia dei colori.

#### Munsell
Albert Henry Munsell (1858–1918) è famoso per aver inventato il sistema di colori Munsell, uno dei primi sistemi di ordine dei colori creati. Pittore e insegnante di arte americano alla Massachusetts Normal Art School, aveva visto gli arazzi di Chevreul e studiato colore in Francia. Con l'uso delle sue invenzioni uniche, incluso il fotometro che misura la luminosità degli oggetti, Munsell ha iniziato a determinare gli spazi colore e a standardizzare il modo in cui il colore è stato organizzato e definito.
Nel 1905, Munsell pubblicò il suo primo dei tre libri sul colore, A Color Notation, dove discusse la sua teoria del colore riferendosi a tre dimensioni di colore: tonalità (la tonalità riconoscibile nello spettro delle lunghezze d'onda), valore (dalla scala della leggerezza all'oscurità) e cromia (morbidezza fino alla luminosità). Prima della teoria dei colori di Munsell, l'intensità del colore era definita come "saturazione" nell'arte e nella comunità scientifica. Munsell ha determinato che la saturazione comprendeva due dimensioni, un valore e un chroma diversi, in cui chroma definisce la differenza tra una tonalità pura e un grigio puro.
Munsell ha prestato molta attenzione al sistema visivo umano e alla risposta umana al colore, essendo sensibile alla sua inclusione nella mappatura dello spazio cromatico tridimensionale. Nel 1917, Munsell fondò la Munsell Color Company, allo scopo di migliorare la comunicazione e l'educazione sul colore. Negli anni '30, il sistema a colori Munsell fu adottato dall'USDA come sistema di colori ufficiale per la ricerca del suolo e il sistema. La società è ora di proprietà di X-Rite, specializzata nella calibrazione del colore. Il Munsell Color System rimane ancora oggi la base dell'educazione al colore ed è la base per i moderni sistemi di colore tra cui CIELAB.

#### Itten
Johannes Itten (1888–1967) fu un artista ed educatore di origini svizzere che espose i principi del contrasto simultaneo che Chevreul espose nel suo trattato del 1839. Valorizzava l'espressione artistica individuale e nel 1928, durante un compito di classe sull'armonia dei colori, notò che i suoi studenti sceglievano colori, linee e orientamenti che si mostravano "così come sono", questo lo portò a formulare il concetto di "colore soggettivo".
Nel suo libro The Art of Colour del 1961, Itten ha esaminato due diversi approcci per comprendere l'arte del colore: sentimenti soggettivi e principi oggettivi di colore. Itten descrisse il "colore soggettivo" come "l'aura della persona". e fornì esempi su come il colore soggettivo potrebbe essere espresso da un artista: una bruna ad alto contrasto sceglierà i colori scuri e alto contrasto, "suggerendo una personalità vivace e concentrata e una sensazione intensa". D'altra parte, per una donna discreta a basso contrasto il "contrasto fondamentale è la tonalità". Inoltre, Itten ha collegato questi colori soggettivi alle quattro stagioni di Primavera, Estate, Autunno e Inverno, che sono diventate la base per l'analisi del colore stagionale. Nel suo libro, Itten ha osservato che "Ogni donna dovrebbe sapere quali colori le stanno diventando; saranno sempre i suoi colori soggettivi e i suoi complementi".
Itten credeva che i "colori soggettivi" avessero un valore e un significato artistico inferiori a quelli che lui considerava "colori oggettivi", che erano armonie di colore di ordine superiore. Nel suo capitolo finale intitolato "Composizione", Itten ha parlato di unire due o più colori in modo tale da armonizzarsi per dare un'espressione inequivocabile e piena di carattere.

#### Dorr
Robert C. Dorr (1905–1979) fu un artista americano che, nel 1928, osservò gli armoniosi effetti dei colori della vernice quando raggruppava quelli di un sottotono blu o giallo. Nel 1934 a Chicago, Dorr iniziò a lavorare sul design di mobili utilizzando la sua teoria dei colori delle sfumature e sviluppò le sue idee sulla psicologia del colore. Dopo aver lavorato in un gruppo tessile per un produttore, è diventato consulente professionale per le aziende cosmetiche.
Il Color Key System di Dorr ha definito la carnagione di un individuo come Key I (sottotono blu freddo) o Key II (sottotono giallo caldo). Ogni tavolozza nel Color Key Program contiene 170 colori per master. L'arancione e il magenta sono gli indicatori di colore delle sfumature di giallo e blu rispettivamente. Il Color Key Program di Dorr ha preso in considerazione tutte le razze e nessuna razza è limitata ad una sola palette di Key.
Dopo essersi trasferito in California alla fine degli anni '50, Dorr ha tenuto corsi e tenuto conferenze sul suo programma Color Key fino alla sua morte nel 1979. La società del colore Devoe Reynolds ha sviluppato trucioli di vernice con il sistema di corrispondenza dei colori Key 1 e Key 2 di Robert Dorr..

#### Caygill
Suzanne Caygill (1911–1994) era una stilista e teorica del colore americana che ha sviluppato il metodo di analisi del colore Caygill. Modista, poetessa, stilista e cantante di night club, da giovane, Caygill rivolse la sua attenzione al colore nel 1945 e dedicò il resto della sua vita alla creazione di guide di stile individuali e tavolozze di colori per i clienti e insegnando in seminari di design. Caygill potrebbe essere stata influenzata dalla sua associazione con Edith Head, designer di guardaroba e consulente di studi e star di Hollywood.
Negli anni '50, Caygill ha recitato in un programma televisivo di auto-miglioramento su moda e relazioni, Vivere con Suzanne, andato in onda sulla CBS a Los Angeles, e ha iniziato a tenere seminari in cui descriveva il suo lavoro su stile, personalità, linea, e colore. Molti allievi hanno frequentato le sue lezioni, adattato e reso popolare le sue teorie sullo stile della personalità e l'analisi del colore alla fine degli anni '70 e '80.
Nel 1980 pubblica Color: the Essence of You e fonda l'Accademia del colore. In questo libro, Caygill ha identificato una vasta gamma di sottogruppi in ogni stagione e ha dato loro nomi descrittivi come "Early Spring", "Metallic Autumn" o "Dynamic Winter", ognuno con il proprio set di caratteristiche speciali. Caygill credeva nel legame fondamentale tra stile, colore e personalità di una persona. I Suzanne Caygill Papers, tra il 1950 e il 1990, sono conservati all'interno della Divisione delle collezioni rare e di manoscritti, Biblioteca della Cornell University.

### Anni Settanta
A partire dagli anni '70, la disponibilità di stampe a colori di alta qualità, accurate ed economiche, ha reso possibile per la prima volta la produzione di libri per il mercato di massa in cui le tonalità della pelle e i colori dei vestiti potevano essere riprodotti accuratamente. Il risultato fu la pubblicazione pressoché simultanea di numerosi autori di libri che proponevano sistemi di analisi del colore progettati per consentire al lettore di "scoprire quali sfumature di colore nei vestiti completano la tua colorazione naturale per apparire più sane, più sexy e più potenti".
Gli autori di questi libri presentano idee approssimativamente simili. La maggior parte concorda, ad esempio, sui seguenti punti di base:
- La maggior parte si basa su un sistema di colori in cui i colori sono divisi in quattro gruppi di colori armoniosi che si dice corrispondano alle quattro stagioni dell'anno. Le stagioni sono, in una certa misura, arbitrarie, e a volte capita che qualcuno sarà a cavallo tra due stagioni. Ma, come insiste Carole Jackson, "con i test, una tavolozza si rivelerà migliore [più armoniosa] dell'altra".[18] Jackson riconosce anche, tuttavia, che il riferimento alle quattro stagioni non è altro che un comodo artificio: "Potremmo chiamare la tua colorazione 'Tipo A', 'Tipo B' 'e così via, ma il confronto con le stagioni fornisce un modo poetico per descrivere la tua colorazione e i tuoi migliori colori".[19]
- La categoria o la stagione di colore di base di un individuo rimane la stessa per tutta la sua vita e non è influenzata dall'abbronzatura, perché "[abbiamo] ancora lo stesso colore della pelle, ma in una tonalità più scura".[20]
- Il colore della pelle, così come il colore dei capelli o degli occhi, determina la stagione di una persona. Bernice Kentner avverte: "Ricorda, non fare affidamento sulla colorazione dei capelli per trovare la tua stagione!"[21]

#### Deborah Chase:The Medically Based No Nonsense Beauty Book(1975)
Chase ha esplorato l'impatto dei pigmenti della pelle sulla colorazione. Ha notato che ci sono tre pigmenti primari che danno alla pelle il suo tono: "La melanina, che dà alla pelle i suoi toni marroni; il carotene impartisce i toni della pelle giallo / arancio; e l'emoglobina è il pigmento rosso nel sangue, che dà alla pelle il suo tonalità rosa e rosse. . . . I tre pigmenti: melanina, carotene ed emoglobina si uniscono per produrre i nostri toni di carne".

#### Bernice Kentner:Color Me a Season(1978)
Bernice Kentner, che lavorò come cosmetologo dal 1950, iniziò a tenere conferenze sull'analisi del colore nei primi anni '70, e nel 1978 pubblicò Color Me a Season, che passò attraverso diverse stampe nei primi anni '80.
Come Chevreul e Suzanne Caygill, Kentner trasse le sue idee dall'arte della decorazione d'interni. Ha scritto: "È possibile coordinare i colori della tua casa in modo che sia piacevole alla vista. . . . Lo stesso vale per il corpo umano. Il corpo stesso è lo sfondo di tutto il colore che verrà posizionato su di esso. E' nostro compito, quindi, trovare la combinazione di colori in cui ricadono i nostri corpi. Come per le pareti di una stanza, dobbiamo determinare di che colore è la nostra pelle". Kentner ha anche attinto alle idee di Johannes Itten che ha collegato i colori soggettivi di un individuo a una delle quattro stagioni.
Kentner sottolinea che è il colore della pelle piuttosto che il colore dei capelli o degli occhi che funge da base da cui deve iniziare un'analisi del colore. Il colore della pelle di una persona determina se quell'individuo debba essere classificato come Estate, Inverno, Primavera o Autunno. Ciò può causare confusione, perché il colore dei capelli può essere la prima cosa che colpisce l'occhio dell'osservatore. Pertanto, "anche se [una tavolozza di] colori funziona meglio per la carnagione di [una persona in particolare], l'individuo può apparire come un'altra stagione a causa della colorazione dei capelli. . . . Io chiamo questa la loro stagione secondaria". Il colore dei capelli e degli occhi serve ad accentuare il fascino di alcune scelte cromatiche per l'abbigliamento e il trucco e ad escludere alcune altre scelte, ma tutte queste scelte devono essere fatte all'interno della tavolozza compatibile con l'ombra della pelle.
Per illustrare questo punto, Kentner offre l'esempio di una donna il cui drammatico colore di capelli ha suggerito che dovrebbe essere un autunno, ma il cui colore della pelle l'ha resa un inverno. Quando la donna era "vestita di colore" nei campioni della tavolozza invernale, "è tornata alla vita" e sembrava molto più attraente di quanto non fosse stata quando indossava i colori autunnali. Tuttavia, uno dei colori nella tavolozza era incompatibile con i suoi capelli ed era determinato a essere inappropriato per il suo guardaroba.
- Inverno: Caratteristiche dominanti della pelle (la pelle di un individuo può includere più di una): "fresco con sfumature di rosa"; "può apparire quasi bianco, ma la pelle sarà un po' più scura dell'Estate dalla pelle molto chiara"; "non l'aspetto traslucido di una persona"estiva"; "Le guance rosee non appariranno naturalmente su una persona 'invernale'"; "Gli inverni dalla pelle scura di solito hanno la pelle olivastra con un sottotono blu".[27]
- Estate: Caratteristiche della pelle dominanti (la pelle di un individuo può includere più di una): "molto pallido"; "La persona estiva nella vita non si abbronza mai"; "trasparente"; "luce con un sottotono rosso-rosato o lilla che non viene in superficie"; "non incline a arrossire"; "L'aspetto generale di un'estate è incolore".[28]
- Primavera: Caratteristiche della pelle dominanti (la pelle di un individuo può includere più di una): "Ambra chiaro con toni dorati"; "aspetto abbronzato più scuro con un sottotono giallo"; "C'è la tendenza a arrossire facilmente"; "spesso molto roseo"; "c'è un aspetto vivace al tono della pelle"; "L'aspetto generale di una Primavera è Radiante"".[29]
- Autunno: Caratteristiche della pelle dominanti (la pelle di un individuo può includere più di una): "sottotono oro o giallo"; "più oro o tonalità arancione di una primavera"; "Bronzo".[30]

### Anni Ottanta e novanta

#### Il metodo Suzanne Caygill
Un consulente d'immagine è in grado, attraverso un'analisi della persona, di determinare quali sono parametri che identificano la stagione di appartenenza. Gli indicatori più importanti sono il colore, la luce, la trama e il motivo che si trovano nella pelle, nei capelli e negli occhi. Texture, livelli di contrasto cromatico, modelli di movimento e caratteristiche del viso e del corpo sono indicatori secondari che aiutano a determinare la stagione base e il sottogruppo stagionale. I professionisti con esperienza osservano spesso anche tipi e preferenze di personalità che corrispondono al gruppo stagionale di una persona.
- Inverno: La palette include colori che sono pigmenti puri o pigmenti con nero aggiunto o con così tanto bianco aggiunto da creare un pastello ghiacciato e satinato.
- Primavera: I colori della palette sono di solito slavati o tinte chiare, pigmenti con bianco o acqua aggiunta.
- Estate: Queste palette possono avere una miscela di nero, bianco, grigio o marrone aggiunta ai loro pigmenti puri, creando una vasta gamma di sottili differenze.
- Autunno: La palette è dominata da sfumature di pigmento marrone naturale, che può variare da ocra, terra d'ombra o terra di Siena bruciata a marroni scuri con il nero.

Con questo sistema, è possibile trovare quasi tutti i colori in ogni stagione e molte palette includono una combinazione di toni caldi e freddi. Il risultato è sfumato, personalizzato e unico per ogni persona. Il risultato dell'analisi è una tavolozza di campioni di tessuto che si completano a vicenda e riflettono il cliente. Possono quindi servire come guida per semplificare la selezione di abbigliamento e accessori e nella scelta di colori, tessuti e design degli interni di casa e ufficio.

#### Carole Jackson:Color Me Beautiful(1980)
Il libro di maggior successo sull'analisi del colore stagionale è stato Color Me Beautiful (1980) di Carole Jackson. Il libro è stato un fenomeno della cultura pop degli anni '80 e ha generato una serie di sequel correlati, tra cui Color Me Beautiful Makeup Book di Jackson, e Color for Men (1984), nonché titoli nella stessa linea di altri autori. Jackson si è servito di un sistema di colori stagionali meno complicato di quello di Caygill e ha cercato di aiutare ogni lettore a trovare i suoi "trenta colori speciali". [Carole Jackson è stata la prima degli "autori di armocromia" ad avere successo grazie ai suoi libri, vendendo pacchetti di campioni (un portafoglio progettato per contenere campioni di tessuto per stagione) da usare durante lo shopping, una linea di successo di cosmetici e campioni di colore stagionali Color Me Beautiful e una società di vendita diretta Color Me Direct, che ha scelto l'armocromia come strategia chiave per la vendita a domicilio. Più recentemente Color Me Beautiful ha acquisito il sistema Color Alliance che impiega l'uso di coordinate cromatiche, progettate per abbinare il colore degli occhi, il tono della pelle e il colore dei capelli e, attraverso l'uso del computer, crea una tavolozza di colori unica per ogni utente].
- Inverno: Tonalità della pelle dominanti (la pelle di un individuo può includere più tonalità): "Molto bianco", "Bianco con delicato tono rosa", "Beige (nessun colore delle guance, può essere giallo)", "Grigio-beige o marrone", "Rosato beige", "Oliva", "Nero"(sottotono blu)", "Nero (giallo)".[37]
- Estate: Tonalità della pelle dominanti (a pelle di un individuo può includere più tonalità): "Beige pallido con delicate guance rosa", "Beige pallido senza colore delle guance (anche giallo)", "Beige rosato", "Molto rosa", "Grigio-marrone", "Rosy brown".[38]
- Primavera: Tonalità della pelle dominanti (a pelle di un individuo può includere più tonalità): "Avorio cremoso", "Avorio con lentiggini dorate pallide", "Pesca", "Pesca / rosa (può avere nocche rosa / viola)", "Beige dorato", "Guance rosee (possono arrossire facilmente)", "Marrone dorato."[39]
- Autunno: Tonalità della pelle dominanti (a pelle di un individuo può includere più tonalità): "Avorio", "Avorio con lentiggini (di solito rossa)", "Pesca", "Pesca con lentiggini (di solito biondo dorato, marrone)", "Beige dorato (no color guancia, necessita di fard)", "beige scuro, ramato", "marrone dorato".[40]

#### Mary Spillane e Christine Sherlock:Color Me Beautiful's - ricerca il tuo meglio
Spillane e Sherlock hanno ampliato il sistema di classificazione, in cui le quattro palette "stagionali" sono state passate da quattro a dodici.
Veronique Henderson e Pat Henshaw Henderson e Henshaw combinano il metodo di analisi stagionale con un sistema di classificazione basato sui contrasti nella colorazione di un individuo, tornando al precedente studio del colore di Doris Pooser nei primi anni '90.

## Sistemi di analisi dei contrasti
Nel tentativo di allontanarsi dalle complessità coinvolte nei sistemi cromatici stagionali, alcuni autori hanno suggerito che è possibile ottenere risultati interessanti concentrandosi invece sul livello di contrasto tra il tono della pelle di una persona e i suoi colori di capelli e occhi.

### Donna Cognac:Colori essenziali
Donna Cognac combina un sistema in cui si analizzano il livello personale di contrasto, nonché le temperature e le intensità di colore che completano la colorazione personale. Collega 16 diverse armonie di colori all'energia dei cinque elementi della natura: Acqua, Legno, Fuoco, Terra e Metallo. Le palette sono varie combinazioni di queste 5 energie elementali. Ad esempio, qualsiasi tavolozza con un aspetto molto luminoso o una temperatura di colore generale molto calda è una tavolozza Fuoco in un modo o nell'altro ed è coerente con l'essenza di chi la indossa.

### Joanne Nicholson e Judy Lewis-Crum:Color Wonderful(1986)
Un altro metodo di analisi è stato sviluppato dai consulenti per il colore Joanne Nicholson e Judy Lewis-Crum, il cui libro Color Wonderful 1986 spiega il loro sistema di classificazione, che si basa sulla quantità di contrasto nella colorazione di un individuo.

### Alan Flusser:Dressing the Man(2002)
Flusser stabilisce due regole relativamente semplici:
- Il grado di contrasto tra la pelle, i capelli e gli occhi dovrebbe riflettersi nel grado di contrasto tra i colori dei suoi abiti. "[La] grande varietà di sfumature ... può essere ridimensionata in due formati base: contrasto o silenziamento. Se i tuoi capelli sono scuri e la tua pelle chiara, hai un tipo di contrasto. Se i tuoi capelli e il tono della pelle sono simili, la tua carnagione sarebbe considerata attenuata o tonale. "[43] Un individuo ad alto contrasto dovrebbe vestirsi con abiti con colori altamente contrastanti. Il risultato sarà che il "formato ad alto contrasto [dell'abbigliamento] in realtà invita l'occhio a guardare il viso di [chi lo indossa] a causa della sua compatibilità con i suoi capelli [scuri] e la sua pelle chiara". Al contrario, "racchiudere una carnagione a bassa intensità in un ambiente a contrasto più elevato diluisce la naturale pigmentazione del viso oltre a distrarre l'occhio dello spettatore".[44]
- Uno o più dei toni della pelle e dei capelli dovrebbero essere ripetuti in un capo di abbigliamento vicino al viso. Un'opzione è ripetere il colore dei capelli in una giacca, cravatta o sciarpa, al fine di "incorniciare" il viso: "L'ovvia scelta della tonalità del vestito sarebbe quella che ripeteva il colore dei suoi capelli, attirando così l'attenzione dell'osservatore su ciò che era racchiuso tra parentesi - in altre parole, la sua faccia. "Flusser utilizza una serie di foto di modelli per dimostrare che è possibile ottenere risultati interessanti ripetendo il colore degli occhi o le tonalità della pelle in articoli di abbigliamento vicini al viso e che è ancora più desiderabile usare diversi colori nei vestiti per abbinare una combinazione di colori pelle / capelli / occhi".[45]

## Le stagioni nell'analisi del colore

### Stagioni di colore
- Primavera: I colori primaverili sono chiari e luminosi, proprio come i colori di una giornata primaverile. Il sole è basso all'orizzonte, quindi tutto è intriso delle tonalità dorate del sole. Gli alberi e l'erba non sono ancora maturati, quindi si tingono di sfumature gialle e sono di un brillante colore verde primavera. Distinti toni gialli conferiscono un aspetto vibrante ed elettrico al tutto. I colori di questa stagione sono davvero come un mazzo di fiori primaverili avvolti da un fogliame verde brillante primaverile: tulipani rosso-arancio e corallo, giunchiglie e narcisi giallo brillante.
- Estate: I colori di questa stagione sono smorzati con sfumature blu (pensa a guardare il paesaggio attraverso una foschia estiva). Fiori di fine estate, un oceano schiumoso e spiagge bianche sono visibili ovunque. Blu baby, blu ardesia, pervinca, rosa cipria, verde acqua di mare e grigio ardesia sono i tipici colori estivi.
- Autunno: I colori autunnali sono praticamente indistinguibili dai colori ricchi e terrosi della stagione per cui sono stati nominati. Sono dorati come un giorno d'autunno ed è impossibile confonderli con qualsiasi altra stagione. I colori tipici della tavolozza includono zucca, giallo senape, arancio bruciato, marrone, cammello, beige, verde avocado, ruggine e verde acqua. I colori autunnali sono perennemente popolari, perché portano una sensazione di calore e sicurezza. Il dipinto di Millais incarna il colore dell'autunno.
- Inverno: I colori di questa stagione sono chiari e ghiacciati, come una giornata invernale; sempre con sottili sfumature blu. Per citarne alcuni: rosso agrifoglio, smeraldo e sempreverde, blu reale, magenta e viola. L'inverno ispira immagini di bacche invernali, conifere verde pino e husky bianchi e neri che corrono attraverso la neve.